# Eduardo, Duque de Kent
Eduardo, Duque de Kent KG, GCMG, GCVO, ADC (nome pessoal em inglês: Edward George Nicholas Paul Patrick; Londres, 9 de outubro de 1935) é um membro da família real britânica. A rainha Isabel II e Eduardo eram primos de primeiro grau por meio de seus pais, o rei Jorge VI e o príncipe Jorge, duque de Kent. A mãe de Eduardo, a princesa Marina da Grécia e Dinamarca, também era prima de primeiro grau do marido da rainha, príncipe Filipe, duque de Edimburgo, tornando-o primo de segundo grau do rei Carlos III. Ele é atualmente o 42º na linha de sucessão ao trono britânico.
O Duque de Kent realiza deveres reais em nome do chefe de Estado britânico, o rei Carlos III. Ele talvez seja melhor conhecido por ter sido por muitos anos o presidente do All England Lawn Tennis and Croquet Club, presenteando o vencedor do Torneio de Wimbledon. O Duque já serviu como Representante Especial do Reino Unido para Comércio Internacional e Investimento, retirando-se em 2001.

## Família e educação
O príncipe Eduardo nasceu em Belgrave Square n° 3, Londres. Seu pai foi o príncipe Jorge, Duque de Kent, o quarto filho do rei Jorge V e da rainha Maria de Teck. Sua mãe foi a princesa Marina da Grécia e Dinamarca, a terceira e última filha do príncipe Nicolau da Grécia e Dinamarca e da grã-duquesa Helena Vladimirovna da Rússia. Ele tem dois irmãos menores, a princesa Alexandra, A Honorável lady Ogilvy e o príncipe Miguel de Kent.
Foi batizado no Palácio de Buckingham em 20 de novembro de 1935, pelo então Arcebispo da Cantuária, Cosmo Lang. Seus padrinhos foram: Jorge V, a Rainha Maria, o Príncipe de Gales, a Princesa Real, o Duque de Connaught e Strathearn, a Duquesa de Argyll e o Príncipe Nicolau da Grécia e Dinamarca.
Eduardo foi educado na Escola Preparatória de Ludgrove, em Berkshire, antes de ser matriculado em Eton College e no Instituto Le Rosey, na Suíça. Depois da escola, entrou para a Real Academia Militar de Sandhurst, onde ele ganhou o prêmio Sir James Moncrieff Grierson, por línguas estrangeiras e por ser qualificado como intérprete de francês.

## Duque de Kent
A 25 de agosto de 1942, o pai do príncipe Eduardo, Jorge, foi morto em um acidente aéreo perto de Caithness, na Escócia. Assim, ele, aos sete anos, sucedeu seu pai como Duque de Kent, Conde de St Andrews e Barão Downpatrick.
Um duque real, ele foi destinado aos deveres reais ainda muito jovem. Quando tinha dezesseis anos, caminhou atrás do caixão de seu tio, o rei Jorge VI, durante seu funeral de Estado em 1952. No ano seguinte, compareceu à coroação de sua prima, a rainha Isabel II do Reino Unido, prestando respeito à nova soberana. Em 1959, entrou para a Câmara dos Lordes.

## Serviço militar
O Duque de Kent graduou-se da Real Academia Militar de Sandhurst em 1955, como um sub-tenente no regimento de cavalaria Scots Greys. Era o começo de uma carreira militar de vinte anos. Entre 1962 e 1963, o Duque de Kent foi mandado a serviço em Hong Kong e mais tarde foi recrutado no Comando do Oeste. Em 1970, comandou o esquadrão de seu regimento (como parte de forças enviadas pelas Nações Unidas) na base britânica soberana no Chipre, para evitar um conflito entre gregos e turcos na ilha.
Alega-se que o regimento do Duque foi deliberadamente afastado durante o conflito da Irlanda do Norte nos anos 70, pois o governo britânico não queria expor o primo da Rainha em perigo potencial, uma vez que sua morte ou captura traria embaraço.
O Duque de Kent retirou-se do exército em 1976, com o posto de tenente-coronel. Subseqüentemente, a 11 de junho de 1983, foi promovido a major-general. O posto de Marechal foi-lhe concedido em 11 de junho de 1993.

## Casamento e filhos
Em 8 de junho de 1961, o Duque de Kent casou-se morganaticamente com Catarina Worsley, no Monastério de Iorque. Katharine é a única filha de  Sir William Arthrington Worsley, 4° Baronete, e de sua esposa, Joyce Morgan. Depois de seu casamento, ela foi estilizada Sua Alteza Real a Duquesa de Kent; entretanto, em 2002, ela abandonou o estilo Alteza Real para ficar conhecida como Catarina Kent, por preferência pessoal. Ela também gosta de ser chamada de Catarina, Duquesa de Kent, o estilo que se dá a ex-esposas ou viúvas de nobres, o que ela não é.
O Duque e a Duquesa de Kent têm três filhos, dos quais nenhum possui deveres reais:
- Jorge Windsor, Conde de St. Andrews, nascido a 26 de junho de 1962.
- Helena Taylor, nascida em 28 de abril de 1964.
- Nicolau Windsor, nascido em 25 de julho de 1970.

O casal teve uma criança natimorta em 1977. Em 1994, a Duquesa de Kent converteu-se ao Catolicismo. Apesar disso, o Duque não perdeu seu lugar na linha de sucessão ao trono. O filho mais novo dos Kent, Nicolau, também converteu-se ao Catolicismo. O Duque e a Duquesa de Kent residem em Wren House, dentro do Palácio de Kensington.

## Títulos e estilos
- 9 de outubro de 1935 – 25 de agosto de 1942: Sua Alteza Real o príncipe Eduardo de Kent;
- 25 de agosto de 1942 – presente: Sua Alteza Real o Duque de Kent.

## Maçonaria
O Príncipe Eduardo é o Grão-Mestre da Grande Loja Unida da Inglaterra, entidade que governa a Maçonaria regular em território inglês e principal potência maçônica do mundo. Também acumula na ordem maçônica o título de Grão-Mestre do Supremo Grande Capítulo de Maçons do Real Arco.